# Фаустово (станция)
Фа́устово — железнодорожная станция и остановочный пункт Рязанского направления Московской железной дороги в Воскресенском районе Московской области.
Была открыта при сооружении железной дороги в 1862 году, названа по селу Фаустово.
Осенью 1941 года бомбами был разбит стоящий на станции Фаустово пассажирский поезд, с многочисленными жертвами. Паровоз в этот момент заправлялся водой на водокачке.
В 1958 году была произведена электрификация станции постоянным током, напряжением 3кВ.
На станции есть 2 пассажирские посадочные платформы. Имеется вокзал с пригородной кассой и залом ожидания. Фаустово является конечной остановкой для некоторых пригородных поездов, следующих из Москвы.
Станция осуществляет операции с грузовыми вагонами. К станции примыкает подъездной путь испытательного полигона ГкНИПАС и путевая машинная станция ОПМС-103.
- После прибытия электрички из Москвы
- Переход в Рязанской горловине
- Вокзал